# エンナ県

エンナ県
Libero consorzio comunale di Enna

エンナ県（エンナけん、イタリア語: Libero consorzio comunale di Enna）は、イタリア共和国シチリア州に属する県の一つ。県都はエンナ。
法制上の位置づけは、2015年に従来の県 (Provincia regionale) からコムーネ自治組合（Libero consorzio comunale）に移行した。
イタリア語版ウィキペディア等では廃止された Provincia di Enna と新設された Libero consorzio comunale di Enna が別項目になっているが、便宜上双方を「エンナ県」として本項で扱う。

## 名称
標準イタリア語以外では以下の名称を持つ。
- シチリア語: Pruvincia di Enna

## 地理

### 位置・広がり
シチリア島中部に位置する県で、シチリア州で唯一海に面していない内陸の県である。北をメッシーナ県、東から南東をカターニア県、南から南西をカルタニッセッタ県、北西をパレルモ県と接する。県都エンナはカルタニッセッタから東北東へ約21km、カターニアから西へ約72km、アグリジェントから東北東へ約98km、州都パレルモから南東へ約101km、メッシーナから南西へ約132kmの距離にある。

### 主要な都市
2001年の国勢調査に基づく居住地区（Località abitata）別人口統計によれば、人口1万人以上の都市は以下の通り。
- エンナ - 25,087人
- ピアッツァ・アルメリーナ - 17,662人
- レオンフォルテ - 14,060人
- バッラフランカ - 12,774人
- ニコジーア - 11,500人

- エンナ
- ピアッツァ・アルメリーナ
- ニコジーア

## 行政区画
エンナ県には20のコムーネが属する。主要なコムーネ（人口8000人以上）は下表の通り。左端の数字はISTATコードを示す。人口は2011年1月1日現在。面積は2001年のデータで、単位はkm²。
| コード | 自治体名                       | 人口   |
| ------ | ------------------------------ | ------ |
| 086009 | エンナ                         | 27,850 |
| 086014 | ピアッツァ・アルメリーナ       | 20,998 |
| 086012 | ニコジーア                     | 14,547 |
| 086011 | レオンフォルテ                 | 13,954 |
| 086004 | バッラフランカ                 | 13,053 |
| 086018 | トロイーナ                     | 9,704  |
| 086001 | アジーラ                       | 8,282  |
| 086019 | ヴァルグアルネーラ・カロペーペ | 8,281  |

## 文化・観光

### 世界遺産
州内には以下の世界遺産がある。
- ヴィッラ・ロマーナ・デル・カサーレ （ピアッツァ・アルメリーナ）